# Холецистэктомия
Холецистэктоми́я (от др.-греч. χολή «жёлчь» + κύστις «пузырь» + др.-греч. ἐκτομή «вырезание, усечение»)

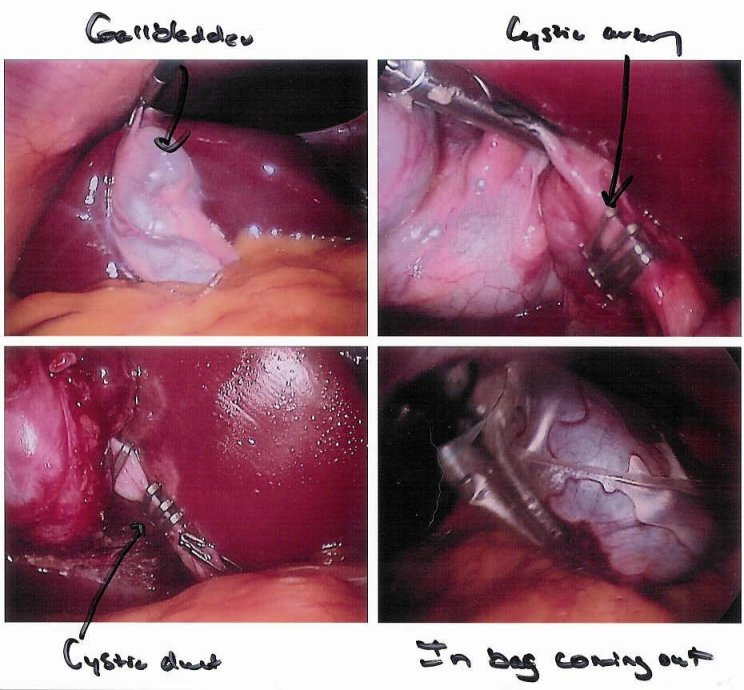
Лапароскопическая холецистэктомия (вид через лапароскоп)

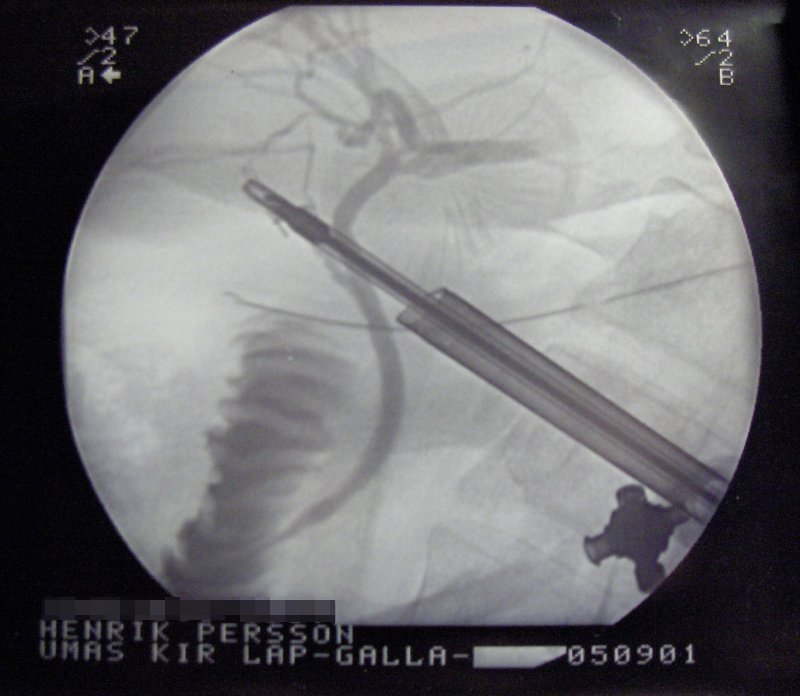
Интраоперационная холангиография

 — операция по удалению жёлчного пузыря. Несмотря на развитие нехирургических методов, остаётся главным средством лечения холецистита. Назначается в случае безуспешности диет и ультразвуковых методов (каждый год в Америке более 500 000 операций). Выделяют полостную операцию — лапаротомию, а также лапароскопические методы, в том числе методику однопортового удаления жёлчного пузыря (эндоскопическая холецистэктомия, SILS).

## Полостная хирургия
Традиционно выполняют два вида холецистэктомии:
- Холецистэктомия от шейки (путём лигирования и иссечения пузырного протока и пузырной артерии).
- Холецистэктомия от дна: её проводят в тех случаях, когда нет возможности добраться к протоку.

## Лапароскопическая хирургия
Операция выполняется под наркозом. Лапароскопическая холецистэктомия производится через проколы брюшной стенки. Наиболее часто применяемая техника операции предусматривает выполнение четырёх проколов, два из которых имеют длину по 5 миллиметров, другие два — по 10 миллиметров. В брюшную полость вводятся хирургические инструменты, а также лапароскоп — специальный прибор, выводящий на монитор объёмное изображение внутренних органов. Также существует однопортовая холецистэктомия по технологии SILS и NOTES.

## Последствия
В большинстве случаев отрицательных последствий нет. Возрастает риск дислипопротеинемии. Примерно у 40 % больных, которым проводится холецистэктомия по причине камней жёлчного пузыря, после операции проявляется так называемый постхолецистэктомический синдром, выражающийся в проявлении тех же клинических симптомов, что были до операции холецистэктомии (фантомные боли и т. п.) и дисфункциях сфинктера Одди.
Одним из редких, но весьма трудных в терапии осложнений являются травмы (пересечения) общего жёлчного протока, которые наблюдаются у 0,05-2,7 % больных, которым производят удаление жёлчного пузыря по поводу жёлчнокаменной болезни. В этом случае показана холедохоеюностомия с подшиванием культи холедоха к выключенной по Ру петле тощей кишки. 